# فرد مک‌موری
فرد مک‌موری (انگلیسی: Fred MacMurray؛ ‏ ۳۰ اوت ۱۹۰۸ – ۵ نوامبر ۱۹۹۱) بازیگر اهل ایالات متحده آمریکا بود. وی بین سال‌های ۱۹۲۹ تا ۱۹۷۸ میلادی فعالیت می‌کرد.

## گزیده فیلمشناسی
- آلیس آدامز (۱۹۳۵)
- این همه شوهر (۱۹۴۰)
- شبی در لیسبون (۱۹۴۱)
- ویرجینیا (فیلم ۱۹۴۱) (۱۹۴۱)
- پرواز برای آزادی (۱۹۴۳)
- غرامت مضاعف (۱۹۴۴)
- سنگاپور (فیلم ۱۹۴۷) (۱۹۴۷)
- شورش کین (۱۹۵۴)
- به زور اسلحه (۱۹۵۵)
- باران‌های رانچیپور (۱۹۵۵)
- آپارتمان (۱۹۶۰)
- پروفسور کم حافظه (۱۹۶۱)
- بچه‌ها دنبالم بیاین (۱۹۶۶)
- چارلی و فرشته (۱۹۷۳)
- مثلث برمودا (۱۹۷۵)
- حمله زنبورها (فیلم) (۱۹۷۸)
- مردگان پیراهن راه‌راه نمی‌پوشند (۱۹۸۲)